# Ermitage de Saint-Grat
L'ermitage de Saint-Grat est une chapelle dédiée à Grat d'Aoste (778-810) et située à 1 773 m d'altitude en amont du village de Péroulaz, sur la commune de Charvensod.
L'ermitage peut être atteint par une randonnée légère au départ aussi bien de Charvensod (empruntant le sentier 102), que de Pila.

## Histoire
Selon la tradition, Grat d'Aoste s'isolait ici au Ve siècle pour méditer, même si la chapelle n'est mentionnée dans des documents qu'à partir du XIIIe siècle. L'abbé Henry définit saint Grat comme la figure la plus imposante de l'histoire valdotaine.

« Du temps à l'autre il se retirait avec son disciple Joconde sur la colline de Charvensod dans la localité appelée plus tard ermitage de Saint-Grat, aujourd'hui but de pèlerinage d'une infinité de dévots. »

— Joseph-Marie Henry)
Ce lieu fut utilisé par d'autres ermites aussi entre les XVIIe et XIXe siècles, surtout pendant l'été, tels que François Lavy de Saint-Nicolas et Louis Prétel.
L'ermitage fut élargi en 1754, mais une partie fut détruite en avril 1918 à cause d'une avalanche.

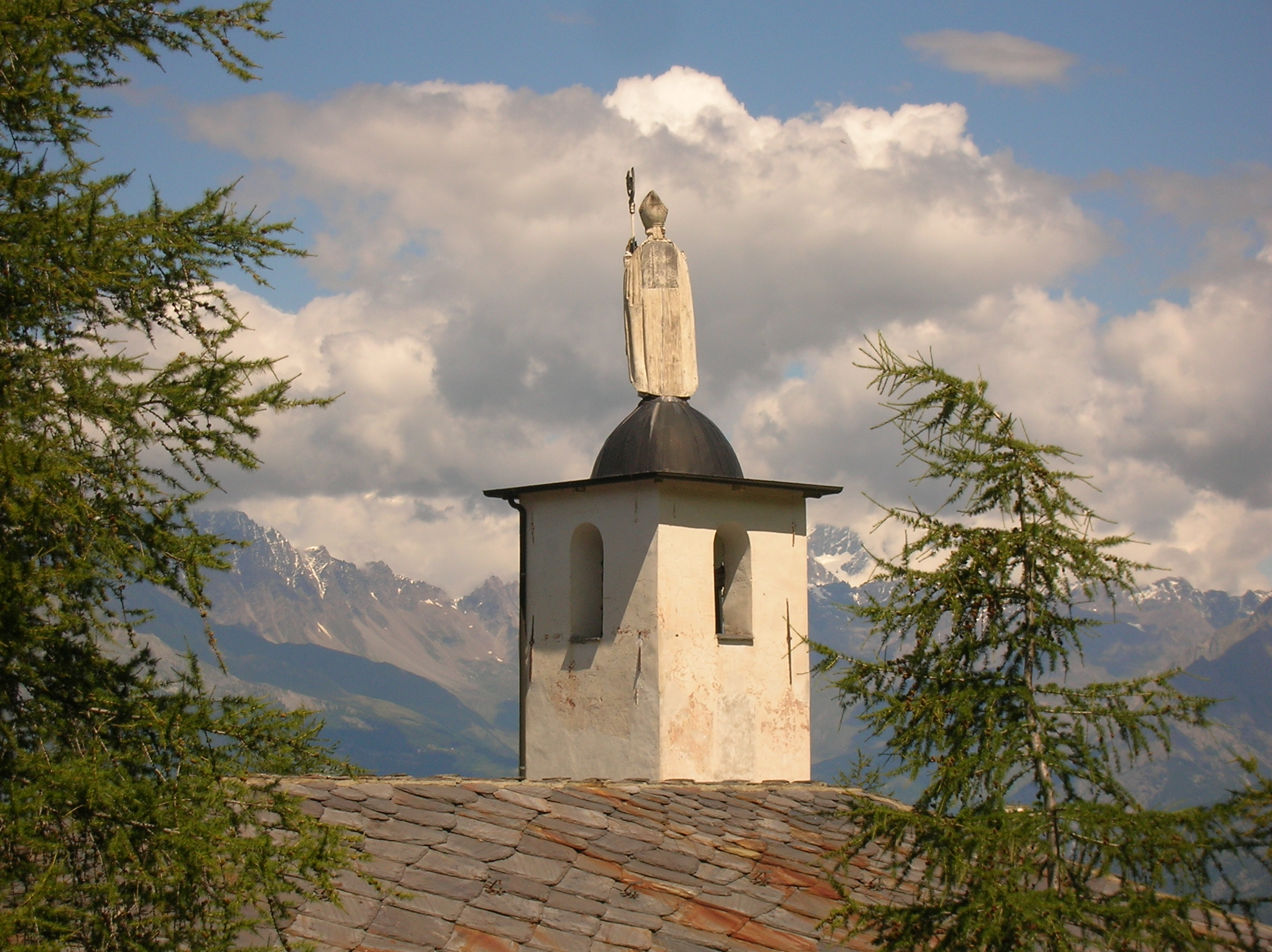
La statue de 1863 tournée vers Aoste.
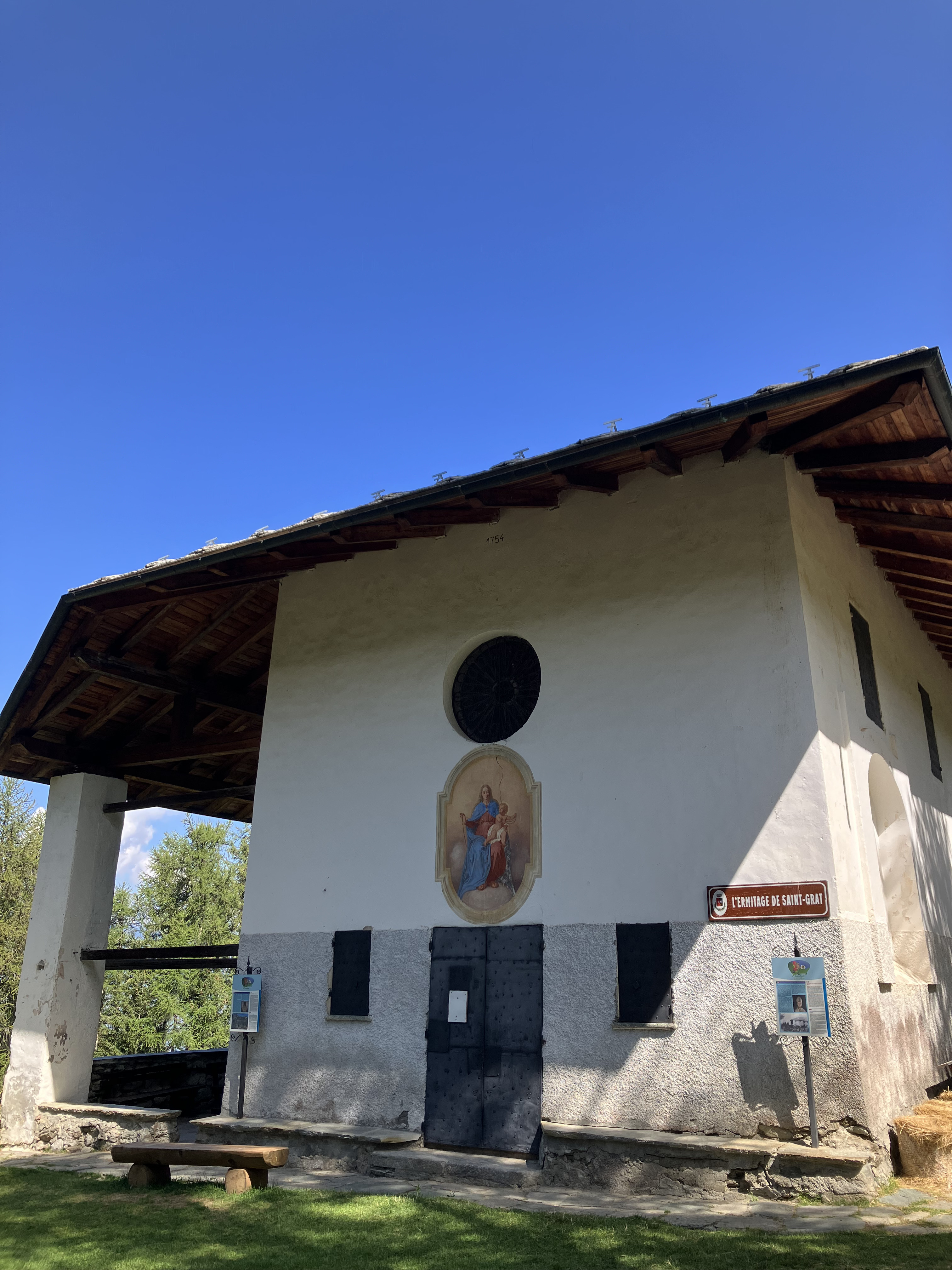
La façade.

## Statue de saint Grat
La statue de trois mètres surmontant le clocher, et protégeant symboliquement la ville d'Aoste en aval, a été réalisée par le sculpteur valdôtain Basil Thomasset en 1863.

## Événements
Un événement dénommé La Route des jeunes est organisé pour la Saint-Grat, la nuit du 6 au 7 septembre, une procession nocturne de l'église de Pila jusqu'à l'ermitage.